# NGC 6027D
NGC 6027D је спирална галаксија у сазвежђу Змија која се налази на NGC листи објеката дубоког неба.
Деклинација објекта је + 20° 45' 37" а ректасцензија 15h 59m 13,0s. Привидна величина (магнитуда) објекта NGC 6027 износи 15,4 а фотографска магнитуда 16,3. NGC 6027D је још познат и под ознакама UGC 10116, MCG 4-38-9, CGCG 137-10, 7ZW 631, VV 115, HCG 79E, KUG 1556+208, Seyfert Sextet, PGC 56580.